# IC 3359
IC 3359 ist eine Spiralgalaxie vom Hubble-Typ Sbc? im Sternbild Coma Berenices am Nordsternhimmel. Sie ist schätzungsweise 775 Millionen Lichtjahre von der Milchstraße entfernt.
Das Objekt wurde am 23. März 1903 vom deutschen Astronomen Max Wolf entdeckt.